# Jamaica az 1988. évi téli olimpiai játékokon
Jamaica a kanadai Calgaryban megrendezett 1988. évi téli olimpiai játékok egyik részt vevő nemzete volt. Az országot az olimpián 1 sportágban 4 sportoló képviselte, akik érmet nem szereztek. Jamaica először vett részt a téli olimpiai játékokon.
A jamaicai bobcsapat történetéből készült a Jon Turteltaub által rendezett, 1993-as Jég veled! (Cool Runnings) című film.

## Bob
| Versenyző                                             | Versenyszám | 1. futam | 1. futam | 2. futam | 2. futam | 3. futam | 3. futam | 4. futam      | 4. futam      | Összesítés | Összesítés |
| Versenyző                                             | Versenyszám | Idő      | Hely.    | Idő      | Hely.    | Idő      | Hely.    | Idő           | Hely.         | Idő        | Helyezés   |
| ----------------------------------------------------- | ----------- | -------- | -------- | -------- | -------- | -------- | -------- | ------------- | ------------- | ---------- | ---------- |
| Dudley Stokes Michael White                           | Kettes      | 1:00,20  | 34.      | 1:00,56  | 22.      | 1:01,87  | 31.      | 1:01,23       | 30.           | 4:03,86    | 30.        |
| Dudley Stokes Devon Harris Michael White Chris Stokes | Négyes      | 58,04    | 24.      | 59,37    | 25.      | 1:03,19  | 26.      | nem ért célba | nem ért célba | kiesett    | kiesett    |